# 사사키 미코이

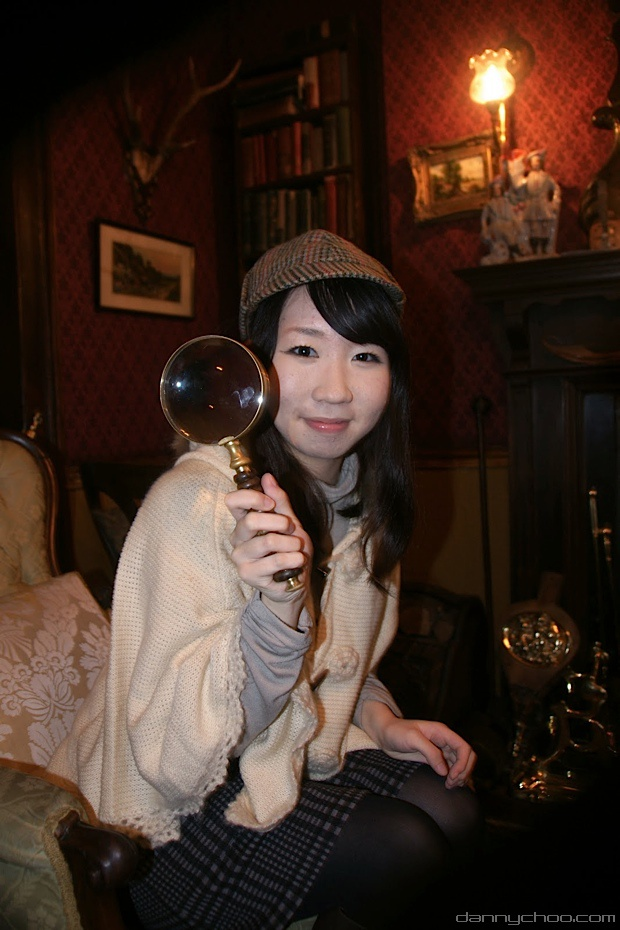
사사키 미코이

사사키 미코이(일본어: 佐々木 未来 ささき みこい[*], 1991년 3월 30일 ~ )는 일본의 여성 성우. 이와테현 모리오카시 출신. 히비키 소속.